# Кнунянц, Фарандзем Минаевна
Фарандзем Мирзаджановна (Фаро Минаевна) Кнуня́нц-Ризель (29 июля 1885, Шуша, Елизаветпольская губерния — 30 ноября 1980, Москва) — видный революционер, старая большевичка (член партии с 1903 года). Участница трёх русских революций, после Октябрьской революции работала в бакинской партийной организации, в аппарате ЦК ВКП(б), в Политическом управлении Министерства Морского Флота СССР. Награждена орденами Ленина и «Знак Почёта».

## Биография
Фарандзем Минаевна (Мирзаджановна) Кнунянц-Ризель родилась в 1885 году в городе Шуша в семье учителя.
В конце 1899 года переехала в Баку, где училась в гимназии св. Нины. Участник ученического соц.-демократического кружка в Баку. В мае 1902 года за участие в первомайской демонстрации Фаро, как её звали для краткости, вместе с братьями и их жёнами была арестована.
В 1903 году вступила в партию большевиков. Тогда же поступила на 6 класс 1-й женской гимназии Баку без права закончить 8-й, педагогический, класс, как неблагонадёжная. В 1904 году закончила 7-й класс гимназии и была послана с партийным поручением в Петербург.
В 1905 году вернулась из Петербурга в Баку. Принимала участие в деятельности комитета РСДРП Баку (1901—1904, 1906—1909, 1914—1917), в социал — демократических организациях Петербурга, Тифлиса и других городов. Участник революционного движения в Баку.
В сентябре 1909 года была вновь послана с партийным заданием в Петербург, где поступила на юридический факультет Бестужевских курсов, поскольку там в то время не требовали свидетельства о благонадёжности.
После окончания курсов в 1914 году направлена на партийную работу в Тулу. Но не успела там обосноваться, так как была выслана в Баку.
В 1924 году вместе с семьёй переехала в Москву. В 1924—1957 годах работала в союзном радиокомитете, аппарате ЦК ВКП (б), была редактором журналов «Что делать?» и «Работник радио», была начальником политотдела Морского Флота СССР.
С 1932 года состояла в Московском отделении Всесоюзного общества старых большевиков (членский билет № 1466).
До момента своей смерти в 1980 году была старейшим членом КПСС.
Скончалась в Москве в возрасте 95 лет и похоронена на Кунцевском кладбище.

## Семья
Дед сражался во главе отряда повстанцев против персидского мусульманского ига, за присоединение Карабаха к России.
Отец — Мирзаджан Кнунянц, учитель. За неуважительное отношение к священникам был наказан и после многих лет учительствования вынужден был покинуть родное село Инги, переселившись в Шушу.
Старший брат Богдан Кнунянц (1878—1911) — один из основателей РСДРП, делегат II съезда РСДРП в 1903 году, где тесно сблизился с Владимиром Ульяновым, с момента раскола партии на большевиков и меньшевиков — большевик. Неоднократно арестовывался и ссылался. Умер в Бакинской тюремной больнице в 1911 году от брюшного тифа.
Другой брат, Людвиг Кнунянц (1877—1952), как и Богдан, окончил шушинское реальное училище. В 1896 году поступил на химический факультет Петербургского технологического института. В дальнейшем учился на химическом факультете Киевского политехнического института, который окончил в 1910 году. Занятие химией наследственное дело в роде Кнунянцев. Богдан также учился на химическом факультете Петербургского технологического института.
Племянник, сын Людвига, Иван Людвигович Кнунянц (1906—1990) — крупнейший советский учёный-химик, академик АН СССР, генерал-майор-инженер, Герой Социалистического Труда, лауреат Ленинской и Государственных премий.
Племянник, сын Богдана, Валентин Богданович Кнунянц (19.12.1907-09.11.1987) — профессор, лауреат Государственной премии, лауреат Сталинской премии (27.06.1946). Рано, в 1918 году, потерял мать и с 1921 года воспитывался в семье Ф. М. Кнунянц.
Первый муж — Карл Ризель, бакинский большевик.
Дети: сын — Юрий Карлович Ризель (11.08.1914 — ?) художник двухмерного пространства; дочь — художник Наталья Карловна Ризель.
Второй муж — Александр Павлович Серебровский.